# 天保山町 (今治市)
天保山町（てんぽうざんちょう）は、愛媛県今治市の町名。天保山町一丁目から天保山町五丁目まであり、天保山町五丁目のみ住居表示を実施している。郵便番号は794-0032。人口は502人、世帯数は222世帯（2006年3月現在）。
「天保山」という地名は天保期に今治港の整備工事を実施した結果、砂地が整えられたことから住民がこれを高く評価し「天保山」と呼ばれるようになったことに由来する。

## 地理
今治市東部に位置している。町域の西方には恵美須町、東門町、南方には東鳥生町、北方から東方にかけては瀬戸内海に接している。

## 施設
公共
- 今治市下水浄化センター
- 今治市公設地方卸売市場
- 今治税関支署

## 小・中学校の学区
市立小・中学校に通う場合、学区（校区）は以下の通りとなる。
| 大字           | 番・番地 | 小学校       | 中学校       |
| -------------- | -------- | ------------ | ------------ |
| 天保山町一丁目 | 全域     | 美須賀小学校 | 美須賀中学校 |
| 天保山町二丁目 | 全域     | 美須賀小学校 | 美須賀中学校 |
| 天保山町三丁目 | 全域     | 城東小学校   | 美須賀中学校 |
| 天保山町四丁目 | 全域     | 城東小学校   | 美須賀中学校 |
| 天保山町五丁目 | 全域     | 城東小学校   | 美須賀中学校 |